# Pragaan Daya
Pragaan Daya is een bestuurslaag in het regentschap Sumenep van de provincie Oost-Java, Indonesië. Pragaan Daya telt 8757 inwoners (volkstelling 2010).